# Sinceny
Sinceny település Franciaországban, Aisne megyében. Lakosainak száma 1988 fő (2022. január 1.). Sinceny Amigny-Rouy, Autreville, Barisis-aux-Bois, Chauny, Condren, Folembray, Pierremande és Viry-Noureuil községekkel határos.

## Népesség
A település népessége az elmúlt években az alábbi módon változott:
| Lakosok száma | 2273 | 2221 | 2078 | 2131 | 2064 | 2040 | 2040 | 2028 | 2013 | 1988 |
|               | 1968 | 1982 | 1990 | 2006 | 2013 | 2015 | 2017 | 2019 | 2020 | 2022 |